# Cour du Dragon
La cour du Dragon était une ancienne rue de Paris, aujourd'hui disparue, située dans le 6e arrondissement (quartier Saint-Germain-des-Prés). Elle reliait la rue du Dragon (rue du Sépulcre avant 1808) et la rue de Rennes (rue de l’Égout et rue Saint-Benoît avant les années 1860).

## Situation
Cette voie commençait au 2, rue de l'Égout et 42, rue Saint-Benoît avant les années 1860-1870, puis au 50, rue de Rennes après les années 1860-1870 pour finir au 7, rue du Dragon (rue du Sépulcre avant 1808),,.

## Origine du nom
Elle doit son nom à une sculpture de dragon qui surplombait la porte côté rue de l’Égout. Le choix du dragon s'explique par la proximité de la rue Sainte-Marguerite (actuelle rue Gozlin), Marguerite d'Antioche étant généralement représentée « hissée sur le dragon ».

## Histoire
Vers 1732, Antoine Crozat mène une opération spéculative en faisant lotir un terrain occupé à partir de 1652 par un manège d'équitation. Après la mort de Crozat en 1738, sa veuve fait terminer les travaux. Côté carrefour Saint-Benoît, au débouché de la rue Sainte-Marguerite (actuelle rue Gozlin), est construit un portail monumental de style Louis XV, dont la façade rococo est dessinée par l’architecte Pierre Vigné de Vigny. La clé d'arc servant de souche au balcon du portail est ornée d'une figure de dragon, sculptée par Paul-Ambroise Slodtz. De la Révolution jusqu'aux années 1870, la cour est connue pour ses ferronniers et ses serrureries et particulièrement pour la fabrication de grilles, comme on peut le voir sur une photo de Charles Marville. En 1830, lors des Trois Glorieuses, les habitants du quartier assiègent les artisans pour prendre des barres de fer et des piques.
Lors du percement de la rue de Rennes entre le boulevard Saint-Germain et les rues de Vaugirard et du Regard, déclaré d'utilité publique par le décret du 28 juillet 1866, le débouché (rues de l'Égout et Saint-Benoît) est conservé,. Le bâtiment se trouve ainsi fortement désaxé par rapport à l'alignement de la rue de Rennes.
En 1921, la Commission du Vieux Paris demande que l’ensemble de la cour du Dragon fasse l’objet d’un classement aux monuments historiques. Mais en 1925, le propriétaire se hâte de faire démolir les maisons sur cour avant que la procédure ne puisse aboutir. La cour est remplacée par un immeuble terminé en 1938, mais le pavillon sur la rue de Rennes est épargné. Le propriétaire s’est en effet engagé, avec l'accord de la commission, à démonter la façade pierre par pierre pour la remonter sur l’alignement de la rue de Rennes.
En juillet 1939, les pierres sont numérotées, mais la guerre qui éclate vient suspendre le projet. En 1943, la sculpture du dragon est inscrite ; mais la protection est annulée cinq ans plus tard. Après guerre, le projet de reconstruction à l'identique est abandonné et la démolition, sans conservation des pierres, est autorisée 26 juillet 1954, en dépit des protestations des amateurs d'Art. La sculpture de dragon est heureusement conservée et déposée en 1955 au musée du Louvre. Un nouveau bâtiment est construit en 1958, occupé par une école privée. Les deux immeubles sont détruits et la Cogedim fait construire sur l'ensemble de la parcelle à l'emplacement de la cour, cinq immeubles de logements sur des plans de l'architecte Raymond Ichbiah. Une copie du dragon est placée sur la façade du 50 de la rue de Rennes.

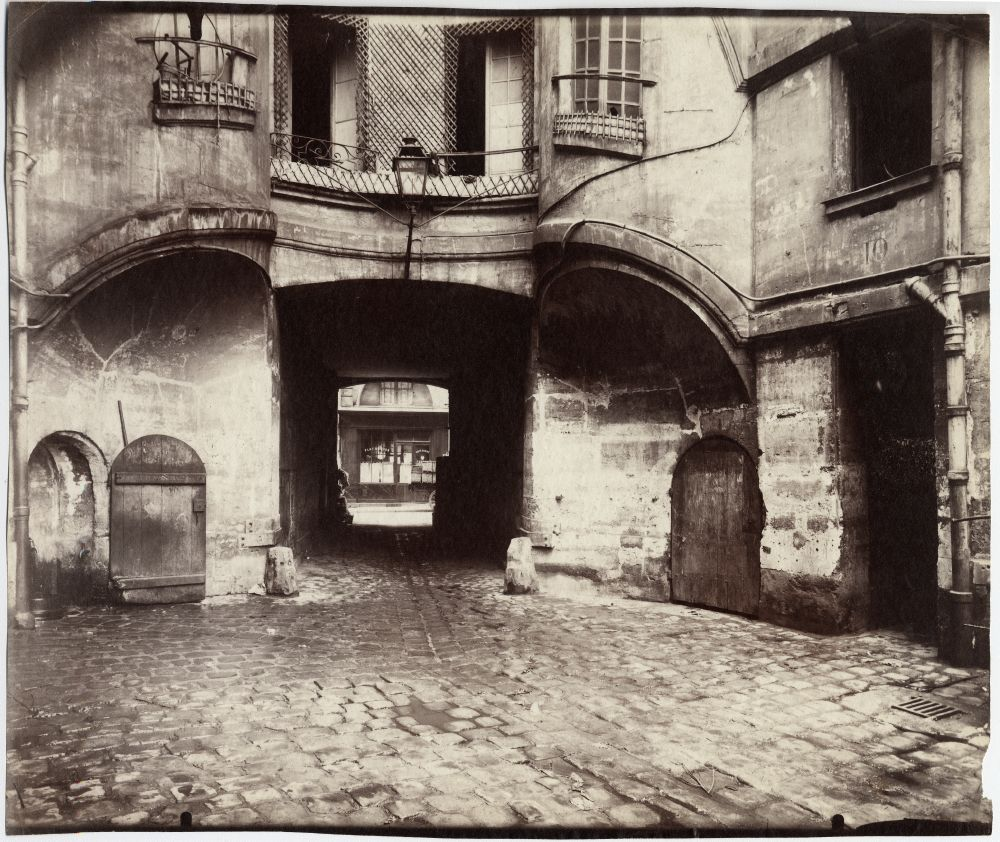
Le débouché sur la rue du Dragon, photographie d'Eugène Atget (1913).
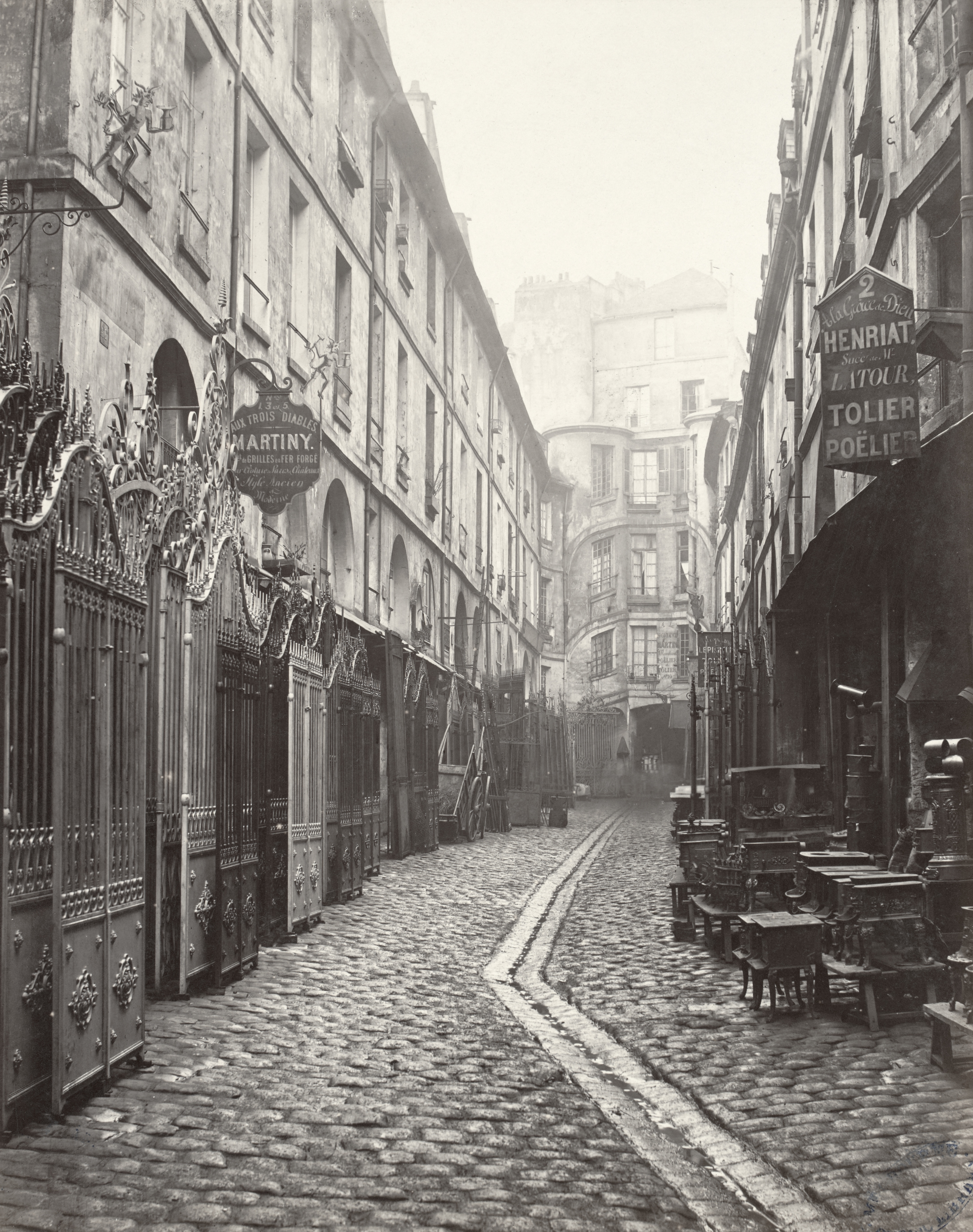
Les grilles alignées dans la cour, photographie de Charles Marville.
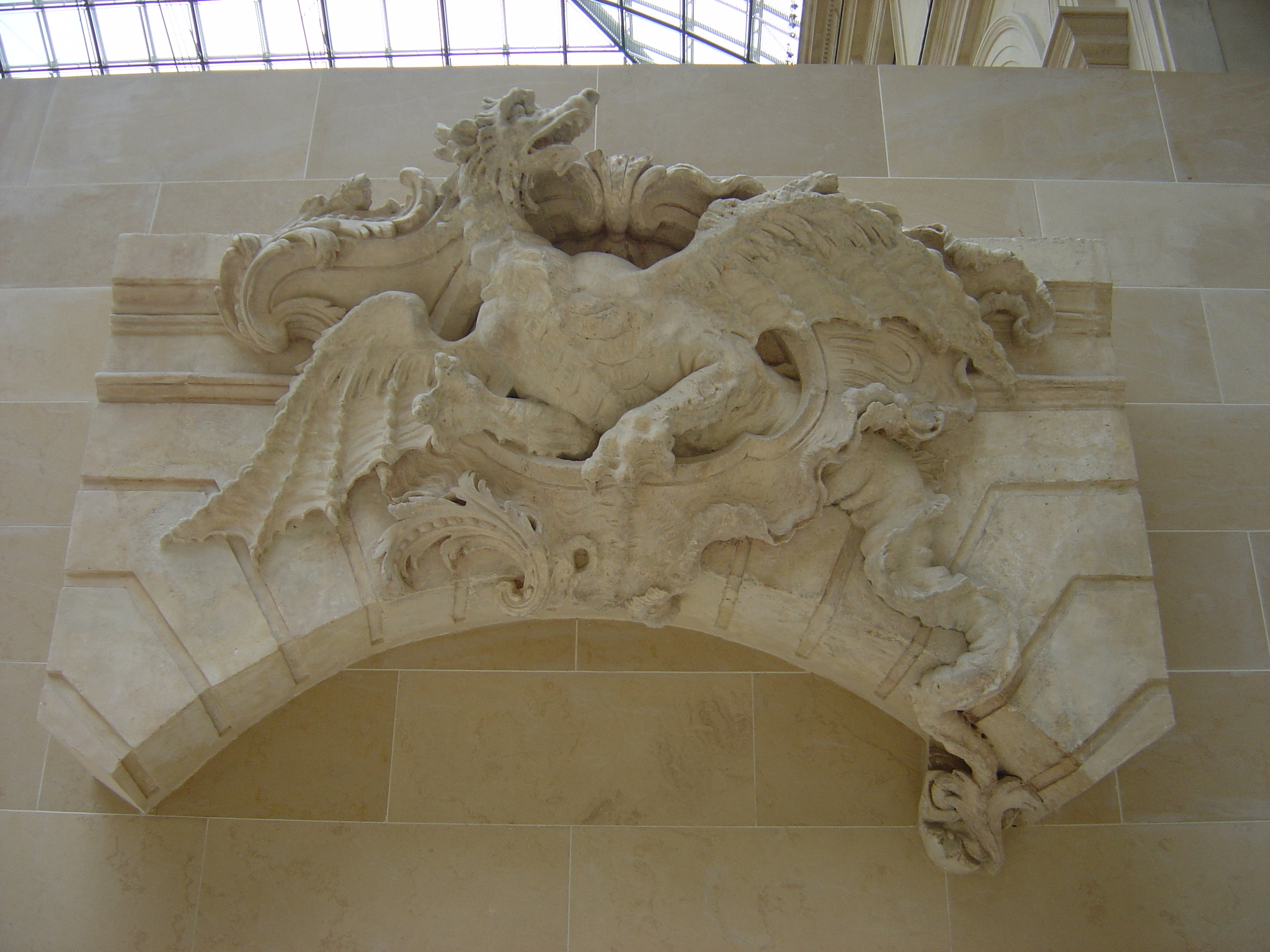
L'enseigne au Dragon de Paul Ambroise Slodtz (Louvre).
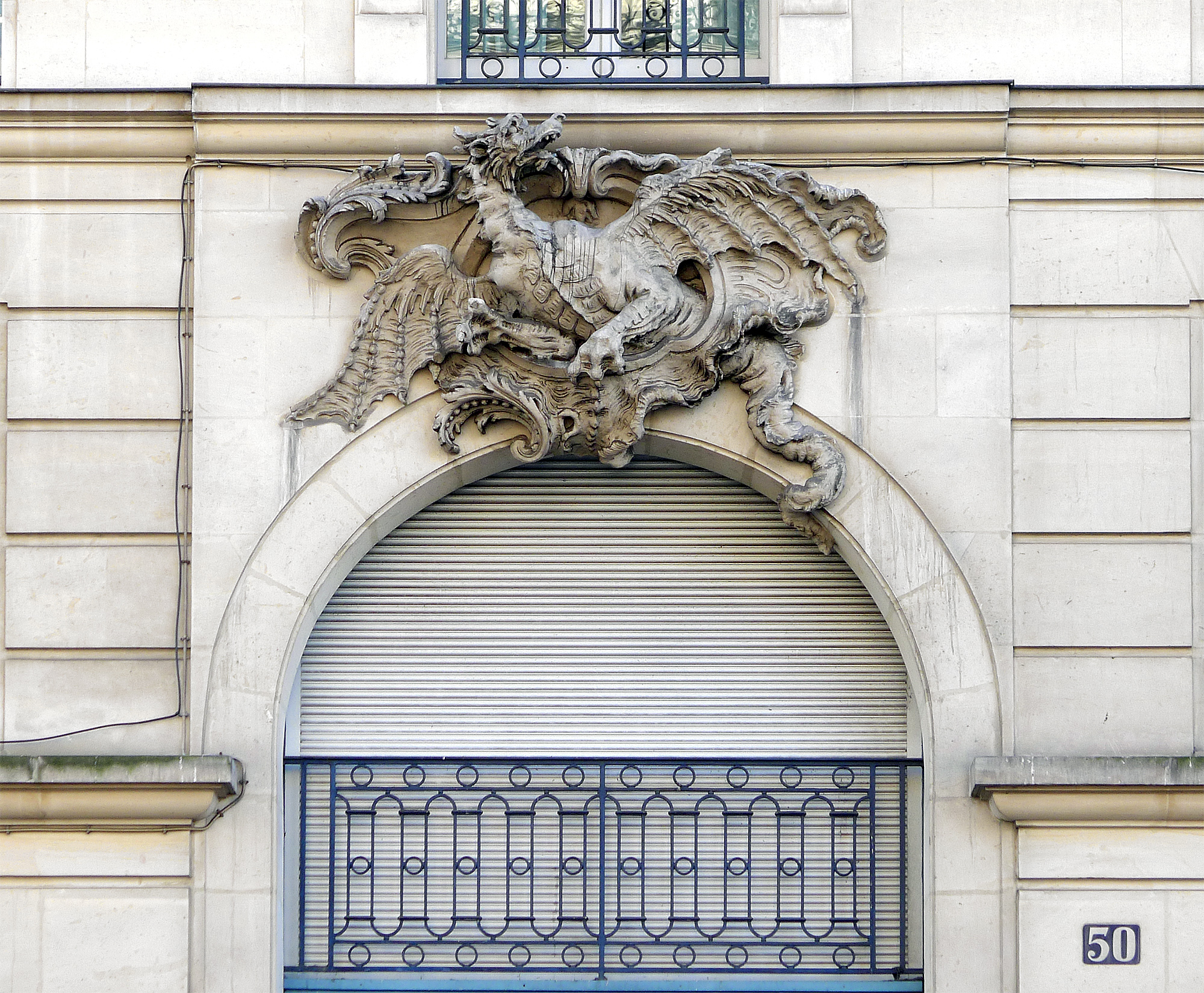
La copie de la rue de Rennes.